# キル・ゾーン
『キル・ゾーン』は、須賀しのぶによる日本のライトノベル。イラストは梶原にきが担当。コバルト文庫（集英社）より1995年6月から2001年7月まで刊行された。
なお、『ブルー・ブラッド』シリーズは本作と世界観を共有するスピンオフ作品である。

## ストーリー
時は23世紀。地球は、政治・文化の中心である月面都市と、独立を望むレジスタンスとの間で戦争状態にあった。月面都市側の傭兵部隊に所属するキャッスル曹長は、無能で横柄な将校に辟易しながらも、月面都市の市民権を手に入れるために必死に戦っていた。ある日キャッスルは、敵陣に取り残された部下を救出する作戦のために、3名の新兵を割り当てられる。しかしその3名は、いずれもが札付きの問題児だった。その作戦以来、新兵の一人ラファエルを中心として、奇妙な出来事が起こり始める。その影には、月面都市とレジスタンスの紛争に介入しようとする火星都市の存在があった。

## 登場人物

### 治安部隊
月面都市による傀儡政権、地球政府に所属する傭兵部隊。入隊条件は17歳以上であることのみで、人種、経歴その他一切不問。変名（アライアス）制度まであり、本名を名乗らなくとも良い。それまで身を置いていた社会にいられなくなった者が、最後にたどり着く場所と言われており、地球出身者はおろか、月面都市や火星都市から流れてきた者もいる。8年の任期を勤め上げれば、莫大な報奨金と、月面都市の市民権が与えられる。それ故、レジスタンスからは、「我が身可愛さで故郷を裏切った俗物」として軽蔑されている。
レジーナ・キャッスル
本作の主人公。女性ながら、治安部隊の曹長を務める凄腕の傭兵。23歳。
月面都市の出身だが、妾腹であったため、正妻によって母ともども地球へ追放される。その際、レジスタンス組織に身を寄せるが、母が裏切って組織の情報を月面都市軍に流したため、母は惨殺され、何も知らなかった彼女自身も瀕死になるほどの暴行を受ける。その後、自分を引き取ろうという父の手を振り払って、治安部隊に入隊した。
各地の戦場を転々とし、現在はコタキナバル基地に勤務。治安部隊で既に7年も戦ってきたベテランであり、性別のハンデをまるで感じさせない凄まじい戦闘力を持つ。殊にナイフ格闘術に長け、コタキナバル基地では男女含めて最強。軍人としては有能だが、きつい物腰と豊富な経験から、将校からは「最も扱いづらい下士官」と呼ばれている。
顔立ちは整っているが、職業柄、外見にも言動にも女性らしさは皆無。読者からも「表紙絵を見たとき美少年だと思った」と言われ、とある経緯でドレスを着た時も「女装」呼ばわりされた。
自分だけの力で生きる強さを求めているが、本来は繊細な心の持ち主であり、様々な局面で自分の精神的な弱さを吐露する。しかし、普段は下士官という立場もあり、厳しい態度で他者に接するため、その内面の脆さを知る人間は限られている。
ラファエルに対して、当初は出来の悪い弟のように思っていたが、やがて愛情を抱くようになり、彼と一緒にいるために火星まで追いかけていく情熱を見せるまでになる。
治安部隊においては、父親の名前である「クリストファー」という変名を名乗っている。これは、軍隊に身を置くにあたって、女性的な要素を少しでも排除するためと、憎悪する相手の名を名乗ることで自分を鼓舞するため。
ラファエル
もう一人の主人公。キャッスルの部隊に配属された新兵。年齢は16歳だが、歳をごまかして治安部隊に入隊した。
脱走未遂、命令違反の常習犯で、軍人としては問題外。だが、子供っぽく開けっぴろげな性格で、コタキナバル基地の誰からも好かれ、からかいと親しみを込めて「坊や」と呼ばれる。戦いの中で、キャッスルの強さと優しさに触れ、彼女に惹かれていく。お菓子とバナナが大好物で、爬虫類が大の苦手。
訓練生時代からずば抜けた身体能力を持っていたが、ストーリーが進むにつれて、明らかに異常と呼べるレベルにまで達し、それに伴って彼の出生の秘密が明かされていく。
親や生まれ故郷については彼自身も知らず、マルセイユのスラムで育った孤児だった。「ラファエル」という名前は、そのスラムを支配していたストリートギャングのボスを倒した事で襲名したもの。
本名はアロイス・アフォルター。火星都市の国家元首ユージィン・アフォルターの息子であり、遺伝子操作を受けた強化人間「ユーベルメンシュ」だった。強化人間の中でも最強の肉体を持ち、短命・精神薄弱・半身の存在の必要性などの弱点を全て克服した、唯一の「完成されたユーベルメンシュ」だった。しかし、その肉体を乗っ取ろうとするユージィンの企みに気づいたサリエルにより、地球へテレポート。それまでの記憶を全て封印され、普通の人間として生活していた。
サリエル
本名はユリウス・アフォルター。ラファエルの双子の兄か弟。ラファエルとは体が結合し、体内器官の多くを共有する形で生まれてきた。ラファエルを生かすために切り捨てられ、命を落としたが、精神だけがラファエルに同調し、生き続けていた。ユーベルメンシュの中でも最強の超能力を持ち、まさにラファエルとは対となる存在。「ヘル」の血統の呪われた宿命からラファエルを解放するため、研究所を破壊し、彼を地球までテレポートさせた。以降はラファエルの意識内に潜伏し、彼を見守り続けていた。
性格もラファエルとは対照的に、冷酷で傲慢。同種である他のユーベルメンシュすら、自分にとっては普通の人間と変わらないとして見下している。しかし、大人びた態度や尊大な物言いに反して、行動パターンは癇癪持ちの子供のそれ。非常に短気かつ直情的で、簡単に挑発に乗る。ユーベルメンシュの多分に漏れず、半身であるラファエルを最優先に考えて行動する。ラファエルのためであれば、他の人間を切り捨てることも厭わないが、その短絡思考がかえってラファエルを追いつめる結果になることも多い。
なお、サリエルとは邪眼を司る天使の名前。半身が癒しの大天使ラファエルを名乗るのに合わせて、自ら堕天使を名乗っている。
アレクサンドル・エイゼン
キャッスルの戦友。190センチの長身に、プラチナブロンドの髪、紫色の瞳を持つ美丈夫。29歳で、階級は軍曹。
キャッスルと同期で入隊してから、ずっと同じ部隊に配属され、共に戦ってきた相棒。頭脳明晰で身体能力にも優れ、さらに狙撃の腕は超一流。だが、性格はきわめていい加減な遊び人で、基地内の女性兵士の九割は彼と関係を持っているという。自身の美貌に絶対の自信を持っており、「自分より顔のいい男などいない」と豪語する。また、銃器マニアでもあり、自分のポケットマネーで市販の狙撃銃を購入し、女性の名前をつけて手入れするという奇癖を持つ。有能ではあるが、規律や上司を屁とも思わない態度から、キャッスルと共に「最も扱いづらい下士官」と呼ばれる。かなりのヘビースモーカーであり、独特の味わいを持つロシア煙草を愛煙する。
ある戦場でキャッスルを庇い、左足を吹き飛ばされた。そのため、現在は義足になっている（この時代の義足は、生身とほとんど変わらない高性能なもの）。
狙撃手の資格を持ちながら、なぜ普通の部隊に所属しているのか、なぜ必ずキャッスルと同じ部隊に配属されたのか、下士官の安月給でなぜ高価な義足を買えたのかなど、謎が多い。
実はキャッスルと同じ部隊に配属されたのは、彼女の父親の差し金であり、エイゼンはその依頼で彼女を守っていただけだった。
月面都市の出身で、士官学校のエリートだった。しかし卒業を目前にして、若い将校たちのクーデターに巻き込まれ、親友であったサウル・オブライエン（キャッスルの異母兄）を失う。自暴自棄になって地球へ降り、フリーの殺し屋をやっていたが、クリストファー・オブライエン（キャッスルの父）に見つかり、彼女の護衛を依頼された。そのことを知られた後も、なおキャッスルから強い信頼を寄せられ、最後まで絶妙な距離を保ちつつ彼女を支え続けた。
何事にも執着しない質だが、ひとたび何かに夢中になると、最後にはそれを自分の手で滅茶苦茶に壊したくなるという性格破綻者。親友のサウルを見殺しにしたのもその性質によるものだが、その事に対し、後悔とも満足ともつかぬ感情を引きずり続けている。
アキラ・シドー
本名は志堂明。横浜出身の日本人。キャッスルの部隊に衛生兵として配属された新兵。
医者の母親の手伝いをしてきたため、一介の衛生兵とは思えないほど高度な医療知識を持つ。戦火の中、母親を安楽死させ、そのせいでたった一人残った肉親である妹にも憎まれ、捨て鉢になって治安部隊に入隊した。
上記の理由から、この世の全てに絶望的になっていたが、ラファエルやキャッスルの人柄に触れ、次第に人間らしい感情を取り戻す。特にラファエルとは親友と呼べる関係になっていた。
空手の達人で、軍人としてはなかなか有能。キャッスルの部隊の中でも、最もよく褒められる。当初、問題児扱いされていた理由は、基地内のケンカで手加減ができず、うっかり相手を殺してしまったため。本来なら銃殺刑になるところだったが、正当防衛が認められたため、営巣入りになっていた。
アブドゥル
口ひげがトレードマークのキャッスルの部下。階級は伍長。キャッスル・エイゼンと共に「最も扱いづらい下士官」の一人に数えられているものの、実は二人と一緒に行動することが多いために誤解されているだけで、彼自身は至極まっとうな軍人である。
荒くれ揃いの治安部隊にあって、珍しいほど善良で温厚な性格。「第二分隊のお母さん」と呼ばれるほど面倒見が良く、甘党仲間のラファエルによくお菓子をおごってやっていた。治安部隊に入ったのも、旅の途中で親しくなった人物に騙されて入隊させられただけだった。
ひげを生やしていることから、ラファエルからは「おっさん」と呼ばれるが、実はキャッスルと同年齢。その上異常なほどの童顔で、キャッスルの見立てでは、十五、六歳といっても通用するほど。口ひげを生やしたのはその童顔をごまかすため。
軍人ながらロマンチックなところがあり、他人の恋愛沙汰に敏感。キャッスルがエイゼンとラファエルのどちらとくっつくかを楽しみに見守っており、シドーのグッドリーに対する想いにも気がついている。
ジューン・グッドリー
コタキナバル基地の司令官、スクリバ大佐の副官。階級は少尉で、キャッスルより一つ年下。
エイゼンも認める才色兼備の美女であったが、コタキナバル基地が陥落した際、大佐と共にレジスタンスに捕らえられ、瀕死になるほどの性暴行を受ける。キャッスルたちに救出され、負傷除隊して実家に帰ろうとしていたが、軍を脱走したシドーたちにつきあい、アビジャンで共に潜伏生活を送る。
地球出身の父と、月出身の母を持つ。父親は治安部隊を経て月に移住した人間だったが、地球出身者に月面都市住民の偏見は根強く、ずっと苦労させられていた。そんな父の姿を見て育ったため、グッドリー自身も地球の人間にシンパシーを感じていた。士官大学を出て治安部隊勤務を志望したのも、「地球と月の架け橋になりたい」と願ったからである。
性暴行を受けたことで男性恐怖症になっていたが、シドーの献身的な介護と、彼女自身の強い克己心で徐々に克服する。

### 月面都市
宇宙開発が急激に進んだ時代、地球を捨てて移り住んだ富裕層たちの住む都市。地球圏の政治・文化の中心地。支配者層がいなくなって荒廃した地球を見かねて傀儡政権を立て、月から地球を支配する。開発は主にロスマイヤー家を中心とする「八大財閥」によって行われ、現在も支配階層であるが、そのうちの一つ、アフォルター財閥は既に月を離れ、火星に都市を作って独立している。
クリストファー・オブライエン
キャッスルの父親。月面都市軍の有力者。愛人と娘（キャッスル）が追放されるのを止められず、あげくその愛人にレジスタンスの情報を流させて手柄を立てた。そのため、キャッスルからは激しい憎悪を受けている。一度、キャッスルを娘として迎えようとしたが、拒絶され、その代わりにとある人物にキャッスルの護衛を依頼した。
実はキャッスルの本当の父親ではなく、サイモン・ロスマイヤーの愛人と娘を押し付けられただけだった。世間ではサイモンの親友と呼ばれているが、実際には彼の権力に逆らえず、友人という役割を演じさせられているだけの存在。愛人がレジスタンスの情報を流したのも、ともにサイモンに恨みを抱いていたため、せめてもの抵抗としての行動だった。

### 火星都市
かつて月面都市を建設した「八大財閥」の末席、アフォルター家が独立して建設した都市。アフォルターの前身は非合法な地下組織であり、その組織に君臨していた絶対者「ヘル」への信仰を未だに持ち続けている。表向きは民主主義国家だが、実際にはブルー・ブラッドと呼ばれる貴族階級が支配権を握っている。スピンオフ作品『ブルー・ブラッド』は、この火星都市に住む者たちの群像劇であり、本作の裏舞台とも呼べる作品である。
ユージィン・アフォルター
火星都市の国家元首であり、アフォルター財閥の総帥。元の姓はバンフォードといい、コロニー出身の下層階級だった。しかし、アフォルター家の娘婿となってから、その才覚とアフォルター家のバックアップにより、破竹の勢いで出世街道を上り詰め、若くして元首の座まで手に入れた。国家元首という表の権力と、財閥総帥という裏の権力を一手に握り、国民の絶大な支持を受ける希代の天才政治家。年齢は『キル・ゾーン』登場時点で三十五歳。
政治家とは思えないほど人当たりが良いが、その胸の裡には、常人には理解できないほどの野心と策謀を滾らせている。
他人の心を読み、操ることのできる「邪眼」の持ち主。その力を持ってアフォルター財閥の総帥に取り入り、彼の娘を魅了して、婿入りに成功した。しかし、強大な超能力に反して肉体は脆弱であり、少し力を使うだけでも大きな負担がかかる。だが、超能力に頼らずとも、人間の心の空隙を突く術に長けており、巧みな話術により、ブルー・ブラッドの保守派を罠にはめて破滅させ、民衆や若手のブルー・ブラッドを次々と味方につけていった。
かつてアフォルター財閥に君臨した「ヘル」の末裔であり、血統からいえば、まさにアフォルターを次ぐに相応しい存在である。しかし、実際には「ヘル」は、アフォルターの裏切りによって殺されており、彼らへの復讐の念で、意識だけで生き続け、自分の子孫の体を乗っ取っていた。ユージィンも例外なく「ヘル」に寄生されていたが、彼だけは強い意志の力で「ヘル」を抑えこむ事に成功した。「ヘル」の思い通りにさせまいとする強迫観念だけで彼を抑え込み、自分の思うがままに生きるために、全てを踏み台にする。彼の野心家としての裏の顔を知る者は少ないが、その下に隠された、自分の宿命と格闘する素顔を知る者はさらに少ない。
ヴィクトール・クリューガー
火星都市軍の中将で、情報部の長官。ブルー・ブラッドの名門クリューガー家の嫡男であり、遺伝子操作を受けたユーベルメンシュ。「ユージィンとは士官学校時代の同期生であり、共に戦い政敵を排除してきた盟友同士である」と一般には認識されているが、実は水面下でユージィンと対立している。
有能かつ冷徹な性格で、失敗者や負け犬には容赦がない。ユージィンが清廉なイメージで世間に知られているのに対し、ヴィクトールは非情な裏方として認識される。年齢はユージィンより二歳年下だが、飛び級で士官学校に入学したため、彼と同期である。
双子の弟を失ってからは、心を開く相手がいなかったが、士官学校でユージィンと出会ったことで、ようやく友人と呼べる存在を得ることができた。しかし、その友情が最悪の形で裏切られて以来、ユージィンを生涯の敵と見定め、最後の最後でどん底に突き落とすために、時に協力し合い、時に小競り合いをしながら、共に権力の階段を上っていく。
マクシミリアン・シュレンドルフ
火星都市軍の中佐。ヴィクトールの副官であったが、地球のレジスタンスを支援するために、工作員として地球に潜入する。冷徹な性格と軍人としての優秀さから、月面都市軍からは「冷血（コールドブラッド）マックス」の異名で恐れられている。彼もまた遺伝子操作を受けた強化人間で、ブルー・ブラッドの一員。
怜悧な美貌を持ち、軍人として完璧な仕事ぶりを見せるが、実はかなりボケた性格。深い思索に耽っているように見えても、その実ただぼんやりしているだけ、ということもある。
双子の兄エーリヒに対しては、深く愛する一方で、強いコンプレックスを抱いていた。
年齢は『キル・ゾーン』登場時点で二十七歳。
エーリヒ・シュレンドルフ
マックスの双子の兄で、「半身」と呼ばれる存在。マックスとは対照的に、明るく、人好きのする性格。ユーベルメンシュとしては珍しく家庭を持ち、妻子を溺愛している。
かつてはユージィンに心酔し、ヴィクトールを敵視していたが、ある事件を境にユージィンの洗脳が解けてからは、ユージィンとヴィクトールの対立を懸念し、彼らを監視するスタンスを取るようになる。特権を享受するだけのブルー・ブラッドが多い中で、家族を愛し、国を憂い、地位にともなう責任を自覚した真に貴族的な男。ユージィンの微笑みの下に隠された野心家の顔と、さらにその下にある苦悩を知る数少ない人物。

## 用語
アフォルター財閥
火星都市を支配する財閥。元々は地球圏の経済を牛耳っていた「八大財閥」の末席だったが、突然火星都市に移住し、他の財閥と袂を分かった。他の七大財閥が婚姻によって積極的に結びついてきたのに対し、頑ななまでに純血主義を守り通してきたのは、この移住に備えて、機密を漏らさないためだったといわれる。歴史こそ浅いが、遺伝子工学に強い力を持ち、その力で以てユーベルメンシュを生み出した。
その前身は、非合法な地下組織であり、「ヘル」と呼ばれる絶対者を総帥に戴く宗教じみた団体だった。この「ヘル」への崇拝は未だに残っており、ブルー・ブラッドの子弟が軍に入るときには、「ヘル」への忠誠を誓う儀式が行われる。
治安部隊
地球政府軍（つまりは月面都市軍）に所属する傭兵部隊。キャッスルたち主人公はここで戦っている。入隊資格は、十七歳以上であることのみ。八年の任期を満了すれば、莫大な報酬と、月面都市の市民権が与えられる。兵士は地球住民から募集し、将校は月面都市の士官学校出身者が占める。基盤は強力だが、地理に暗く、ゲリラ戦法を取るレジスタンス相手には苦戦している。また、兵士は使い捨ての消耗品扱いされているため、武器もあまり良いものは与えられていない（レジスタンスよりは強力だが）。
同調
人間の精神だけが他人の体に宿る現象。ユーベルメンシュの「半身」同士でしばしば起こるが、中には他人や死者と同調する能力を持つ者もいる。ユージィンがヘルに寄生されているのは、まさにこの「同調」現象に他ならない。
七大財閥
古くから地球の経済を支配してきた七つの財閥。ロスマイヤー財閥を頂点とし、閨閥政策を積極的に行う事でその結びつきを強めてきた。この七大財閥が地球を捨て、月面都市に移住した事で、地球経済は停滞を余儀なくされた。その影響力は絶大で、この時代の世界を「太陽系帝国ロスマイヤー朝」と揶揄する声もあるほど。
ブルー・ブラッド
アフォルター財閥の一員で、火星都市の支配階級。アフォルター家を頂点として、クリューガー家、シュレンドルフ家、ビュールマン家の三つが、ブルー・ブラッドの中でも特別な名門である。
ブルー・ブラッドとは、もともと英語で貴族を表す言葉。
ヘル
火星のブルー・ブラッドの間で信仰されている歴史上の人物。強大な超能力を持ち、初代アフォルター兄妹と共に、財閥の前身となる秘密結社を創り上げ、その組織に神の如く君臨したとされる。組織が弾圧され、逃亡を余儀なくされた折、自身の再臨を予言して、いずこかへと去ったという。
しかし、その実態は初代アフォルターにいいように操られた傀儡にすぎず、神輿として利用し尽くされたあげくに暗殺された脆弱な人間であった。自身を使い捨てたアフォルターを恨み、彼らへの復讐のために精神だけが生き続けて、子孫の体に寄生し続けていた。ユージィンはその末裔である。
精神的にも肉体的にも無性別であったため、実は彼の直系の子孫というのは存在せず、最も近い血を持つユージィンも、ヘルの近親の子孫でしかない。ヘル自身も自分が中途半端な存在であることを嫌っており、男の肉体さえ持てば全てが解決すると思いこんでいた。ヘルの血統に男性しか生まれないのは、彼の呪いによるものである。
ユーベルメンシュ
火星都市の遺伝子操作により生み出された強化人間。頭脳・身体能力・容姿、あらゆる面において通常の人間をはるかに超えた能力を持つが、あまりに急激な進化の代償として、寿命が短く、精神もひどく繊細になっている。脆弱な精神を安定させるために、「半身」と呼ばれる存在が必要になり、受精卵の段階でクローンを作り、人為的に双子にする。「半身」は互いのすべてを理解し、分かち合える存在だが、強力に結びついているだけに、片方が死亡すれば、もう一人も廃人同然となってしまう。また、クローンでありながら、どういうわけか同じ能力を持つことはなく、片方は超能力にすぐれ、もう片方は身体能力に長けるというパターンが多い。
「分裂期」と呼ばれる時期に入ると、精神が甚だ不安定になり、研究所で適切な処置を施さなければ暴走の危険性すらある。
誰でもユーベルメンシュになれるというわけではなく、適性には個人差がある。本来は火星都市の支配階級を生み出すために開発された技術だったが、ブルー・ブラッドのほとんどが遺伝子操作を受ける適性を持たなかった。そのため、ブルー・ブラッドでないユーベルメンシュの被験者は、長らく人権を認められず、生きた兵器として扱われてきた。ヴィクトールがブルー・ブラッドで最初のユーベルメンシュの成功例である。
なお、「ユーベルメンシュ」とは、「スーパーマン」のドイツ語訳。
レジスタンス
月面都市の地球支配に反対し立ち上がった人々。武器こそ旧式だが、地の利を生かしたゲリラ戦法で治安部隊を苦しめる。所詮は素人の寄せ集めであるために、地力では治安部隊に敵わず、また組織同士の勢力争いもあって、連携がうまくいっていない。しかし、最近では火星都市軍から秘密裏にバックアップを受ける組織も出てきており、長らく続いた膠着状態が崩れ始めてきている。物語前半は、このレジスタンスと、キャッスルたち治安部隊の戦いが描かれる。

## 既刊一覧

### キル・ゾーン
- 須賀しのぶ（著） / 梶原にき（イラスト） 『キル・ゾーン』 集英社〈コバルト文庫〉、全19巻
  1. 「ジャングル戦線異常あり」1995年6月10日第1刷発行（6月2日発売[2]）、ISBN 4-08-614084-5
  2. 「戦場のネメシス」1995年9月10日第1刷発行（9月1日発売[3]）、ISBN 4-08-614111-6
  3. 「破壊天使」1996年2月10日第1刷発行（2月2日発売[4]）、ISBN 4-08-614159-0
  4. 「密林」1996年4月10日第1刷発行（4月3日発発売[5]）、ISBN 4-08-614186-8
  5. 「嘘」1996年9月10日第1刷発行（9月3日発売[6]）、ISBN 4-08-614233-3
  6. 「赤と黒」1996年11月10日第1刷発行（11月1日発売[7]）、ISBN 4-08-614254-6
  7. 「罠」1997年5月10日第1刷発行（4月25日発売[8]）、ISBN 4-08-614316-X
  8. 「罪」1997年8月10日第1刷発行（7月25日発売[9]）、ISBN 4-08-614355-0
  9. 「別れの日」1997年11月10日第1刷発行（11月1日発売[10]）、ISBN 4-08-614387-9
  10. 「グッドモーニング・ボルネオ」1997年12月10日第1刷発行（12月2日発売[11]）、ISBN 4-08-614400-X
  11. 「異分子」1998年4月10日第1刷発行（4月1日発売[12]）、ISBN 4-08-614442-5
  12. 「激突」1998年8月10日第1刷発行（7月24日発売[13]）、ISBN 4-08-614492-1
  13. 「宴」1998年11月10日第1刷発行（11月2日発売[14]）、ISBN 4-08-614523-5
  14. 「来たれ、壊滅の夜よ」1999年2月10日第1刷発行（2月3日発売[15]）、ISBN 4-08-614550-2
  15. 「虜囚」1999年5月10日第1刷発行（4月27日発売[16]）、ISBN 4-08-614586-3
  16. 「背信者」2000年1月10日第1刷発行（12月24日発売[17]）、ISBN 4-08-614746-7
  17. 「罰」2000年8月10日第1刷発行（7月26日発売[18]）、ISBN 4-08-614746-7
  18. 「叛逆」2001年5月10日第1刷発行（4月27日発売[19]）、ISBN 4-08-614851-X
  19. 「地上（ここ）より永遠（とわ）に」2001年8月10日第1刷発行（7月27日発売[20]）、ISBN 4-08-614893-5

### ブルー・ブラッド
- 須賀しのぶ（著） / 梶原にき（イラスト）、集英社〈コバルト文庫〉、全4巻
  1. 『ブルー・ブラッド』1996年7月10日第1刷発行（7月3日発売[21]）、ISBN 4-08-614212-0
  2. 『ブルー・ブラッド 復讐篇』1997年3月10日第1刷発行（3月1日発売[22]）、ISBN 4-08-614296-1
  3. 『ブルー・ブラッド 虚無篇（上）』1998年2月10日第1刷発行（2月3日発売[23]）、ISBN 4-08-614422-0
  4. 『ブルー・ブラッド 虚無篇（下）』1998年3月10日第1刷発行（3月3日発売[24]）、ISBN 4-08-614434-4

### 関連書籍
- 『ジャングル・フィーバー/キル・ゾーンリミックス（ファンブック）』1999年8月発行、ISBN 4-08-614622-3

## ラジオドラマ
ニッポン放送「カフェ・デ・ゲルゲ」にて放送。
キャスト
キャッスル（冬馬由美）
エイゼン（山寺宏一）
アブドゥル（増谷康紀）
ラファエル（草尾毅）